# Tom Corbett
Thomas W. Corbett (født 17. juni 1949 i Philadelphia) er en amerikansk politiker, og var den 46. guvernør for den amerikanske delstat Pennsylvania fra 2011-15. Han er medlem af det Republikanske parti.
Corbett vandt republikanernes primærvalg over modkandidaten Sam Rohrer, med 68.7% af stemmerne. Tom Corbett vandt 2. november 2010 guvernørvalget over sin demokratiske modkandidat Dan Onorato. Corbett blev 18. januar 2011 taget i ed som Pennsylvanias 46. guvernør, hvor han afløste Ed Rendell fra det Demokratiske parti.
Før Corbett blev guvernør har han været føderal anklager og justitsminister for Pennsylvania.
Tom Corbett har arbejdet som advokat og er uddannet fra Lebanon Valley College og St. Mary's University, Texas.
Corbett er gift med Susan Manbeck Corbett, og sammen har de 2 børn.